# Reuzenatlas
Reuzenatlas (Duits: Riesenatlant) is de benaming voor drie grote atlassen die rond 1660 werden gemaakt door de Amsterdamse kaartenmaker Joan Blaeu. Het waren tot de verschijning van de Earth Platinum in 2012 de grootste atlassen die ooit verschenen en behoren nog altijd tot de grootste boeken ter wereld.
Het betreft:
1. de Klencke-atlas (opengeslagen: 1,76 x 2,31 meter)[1] (gewicht onbekend) - in 1660 aangeboden door een consortium van Nederlandse suikerkoopmannen onder leiding van professor Johannes Klencke als onderdeel van de Dutch Gift aan koning Karel II van Engeland
2. de Atlas des Großen Kurfürsten of Maurits-atlas (opengeslagen: 1,75 x 2,22 meter) met een gewicht van 125 kg - geschonken door Johan Maurits van Nassau-Siegen in 1664 aan de Brandenburgse keurvorst Frederik Willem I van Brandenburg[2]
3. de Rostocker Großer Atlas (opengeslagen 1,67 x 2,04 meter) met een gewicht van 120 kg[3] - in 1664 aangeschaft door hertog Christiaan Lodewijk I van Mecklenburg-Schwerin